# Anneke van Hooff
Anneke van Hooff (Turnhout, 3 mei 1978) is een Vlaamse actrice en zangeres. Ze is vooral bekend als secretaresse Shirley uit Familie.

## Levensloop
Van Hooff volgde aan de Tilburgse dansacademie de opleiding Musicaltheater en aan het Antwerpse conservatorium klassieke zang. In Engeland volgde ze theatercursussen.
Zij zong onder het pseudoniem TLD, onder welke naam Como te quiero uit 2002 de grootste hit werd in België. In Spanje stond ze op nummer 1 onder haar eigen naam met de song "Lie to me" geschreven en geproduced door Regi Penxten. 
Op tweede kerstdag 2010 kreeg ze een huwelijksaanzoek tijdens de rust van de wedstrijd Cercle Brugge - Standard Luik (1-0) uit de hoogste Belgische voetbalafdeling. Het bleek achteraf om een in scène gezet filmpje te gaan, waarmee de gemeente Knokke-Heist 'De Zoenbox' wilde promoten. Het filmpje was te zien op de Amerikaanse nieuwszender NBC en ging via YouTube de wereld rond. Er zijn al meer dan één miljoen hits.
Vanaf 2013 was ze lid van De Grietjes, een meidengroep met Isabelle A en Evi Goffin, die sinds 2014 door Silvy De Bie werd vervangen, die op haar beurt in 2015 vervangen werd door Esther Sels en zij op haar beurt door Ianthe Tavernier in 2016. Begin 2018 hield de groep ermee op. Anneke van Hooff ging daarna solo verder.

## Televisie
- Familie (2000) - als verkoopster
- Spoed (2001) - als Griet Meganck
- Wittekerke (2001) - als Kaatje
- Familie (2001) - als kassierster
- Spoed (2002) - als Jirka
- Familie (2002) - als Lensie
- Thuis (2002) - als Beata
- Droge voeding, kassa 4 (2002-2003) - als Clarissa
- F.C. De Kampioenen (2004) - als Valerie Appelmans
- Familie (2004-2009) - als Shirley Van Kets
- Wittekerke (2005) - als Nele
- Spoed (2007) - als Geertrui
- En daarmee basta! (2007) - als Anneke
- Spring (2007) - als stewardess
- Aspe (2008) - als Kelly De Bock
- Wittekerke (2008) - als Alexandra Van Hamme
- Steracteur Sterartiest (2009) - als deelneemster
- Sing that song (2014) - als kandidate (met De Grietjes)
- De Bunker (2015) - als Emma Diels
- Quinten (2015) - als Siska
- De Buurtpolitie: De Klok Tikt (2023) - als Vera Van Damme
- Thuis (2023) - als Sofia Ledoux

## Presentatie
- Actua Campagne, Actua-TV (2012)
- Zomerkriebels, TV Oost (2008)
- Ochtendprogramma op Radio Contact met Jeroen Gorus (2006)[7]
- Toeters en Bellen (2004-2005)
- JIMtv (2003)
- Kanaal Z (Roularta), ondernemers in het land (2015)
- Ment (2018)[8]

## Theater
Muziektheater: 
- De Storm, muzikale vertelling met Jean Bosco Safari (2011)
- Estherhazy in musical Elisabeth en understudy Elisabeth (2009)
- Musicals from the heart: soliste (2005-2006)
- Kuifje: De Zonnetempel: invaller hoge priesteres en ensemble (2001)
- Annie: personage Pepper (1993)

Toneel: 
- Truus Coster en Saskia in De Aanslag. Theater aan de Stroom 2013
- Annie in Den derby 2. Regie: Jos Dom, Theater aan de Stroom 2012
- Carol in Black comedy van Peter Shaffer. Regie: Adrian Brine. Theater aan de Stroom, 2011
- Brigitte in Blankenberge van Tom Lanoye, Theater aan de Stroom, Antwerpen en tournee culturele centra (2009)
- Actrice in middeleeuws theaterstuk voor bedrijven (2008)
- Hoofdrol Maffia-theaterspel (doorheen heel Vlaanderen, 2005-2008)
- Lid Compagnie De Grauwzusters (educatief theater doorheen heel Vlaanderen, 2004-2006)

Shows:
- Schoolkids-tournee Nickelodeon, presentatrice van de Dorashow, doorheen scholen in Vlaanderen 2011
- Zangeres van De Choco Gang, een band voor kinderen, samen met Erik Baranyanka (2011-)

## Stemmenwerk
- Olly in de Nickelodeon-reeks De Kleine Chef Show. Sinds 2022.
- Klungelsmurf in de 3D-animatiereeks van de Smurfen (Ketnet). Sinds 2021.
- Nadine in Spongebob Camp Koral. Sinds 2020.
- Brandy in Trolls 3 (2023).
- Hoorn in Hoorn en Sus (Corn and Peg) van Nickelodeon (2019-2020).
- Tip in de Ketnet-tekenfilmreeks Tip de muis (2014-2015).
- Emma in Lego Friends.
- Tara in The Evermoor Chronicles van Disney Channel (2015-2016).
- Verschillende speelgoedjes in de tekenfilmreeks Doc MC Stuffin's.
- Manta in de tekenfilmreeks Casper griezelschool (2012-2013).
- Mevrouw Frutsel op de cd van het populaire kinderboek De Frutsels (2013).
- Barones van Stippeltje op de cd van het gelijknamige kinderboek (2014).
- Inspreken van kinderboeken via verschillende uitgeverijen als Clavis, Die Keure, Abimo en Baekens Books van Pelckmans.
- Stemmenwerk educatieve cd's en liedjes voor de lagere en middelbare school
- Verschillende voice-overs voor reclamespots.

## Reclamespots
Doorheen de jaren was Anneke van Hooff te zien in reclamespots en reclameshoots.

## Muziek
- Lid van de meidengroep De Grietjes (2014-2018)
- Barones van Stippeltje op de cd van het gelijknamige kinderboek geschreven door Marieke van Hooff  (2014)
- Mevrouw Frutsel op de cd van het kinderboek De Frutsels, geschreven door Marieke van Hooff (2013)
- Leadzangeres van De Choco Gang
- Lid van TV-Band (2007-2009), Soapband & Familieband
- Achtergrondzangeres bij De Romeo's (2006)
- Lid van Wim Leys en de Nederpopband (2003-2004)
- Night of the Proms, koor (1999-2000)
- Symfonisch Jeugdorkest (1990-1996)

## Discografie
| Single met hitnotering(en) in de Vlaamse Ultratop 50 | Datum van verschijnen | Datum van binnenkomst | Hoogste positie | Aantal weken | Opmerkingen |
| ---------------------------------------------------- | --------------------- | --------------------- | --------------- | ------------ | ----------- |
| Como te quiero                                       | 2002                  | 20-7-2002             | 8               | 14           | als TLD     |
| Not alone                                            | 2002                  | 23-11-2002            | 18              | 7            | als TLD     |
| Torn apart                                           | 2003                  | 12-4-2003             | 37              | 5            | als TLD     |
| Lie to me                                            | 2004                  | 4-12-2004             | 17              | 12           |             |